# Hamo Thornycroft
William Hamo Thornycroft, né le 9 mars 1850 et mort le 18 décembre 1925, est un sculpteur britannique.

## Galerie

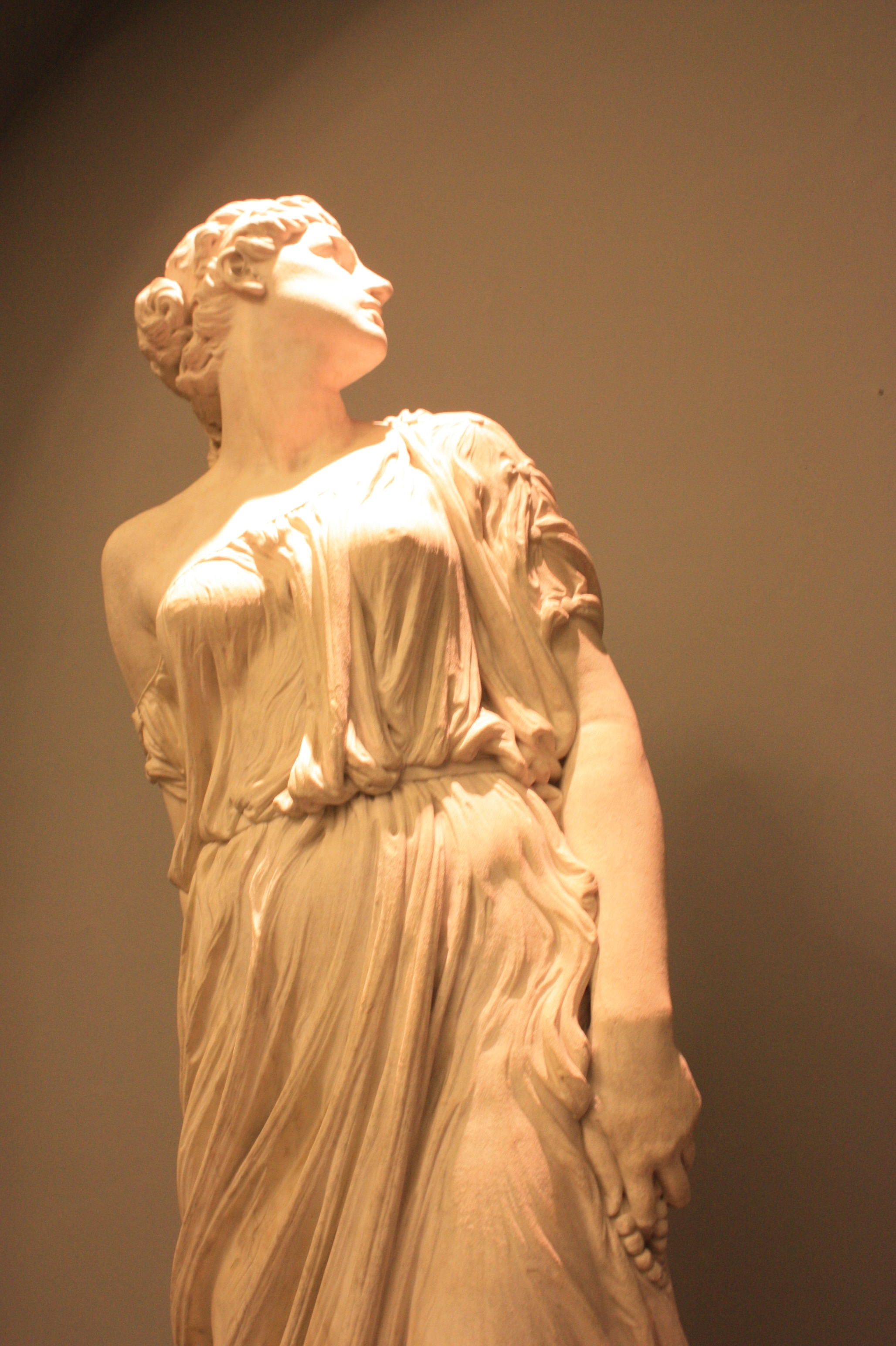
Lot's Wife.
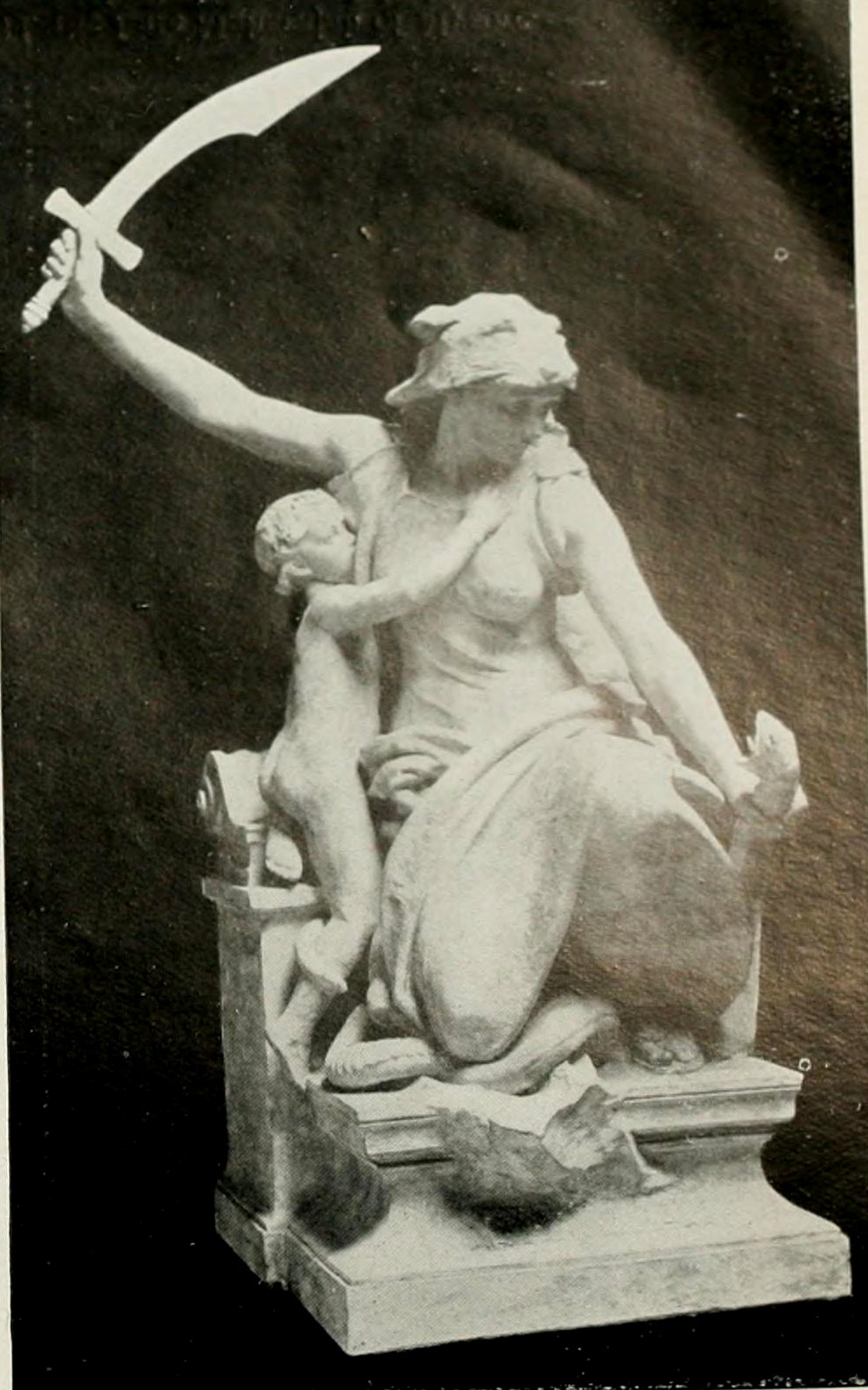
Courage.
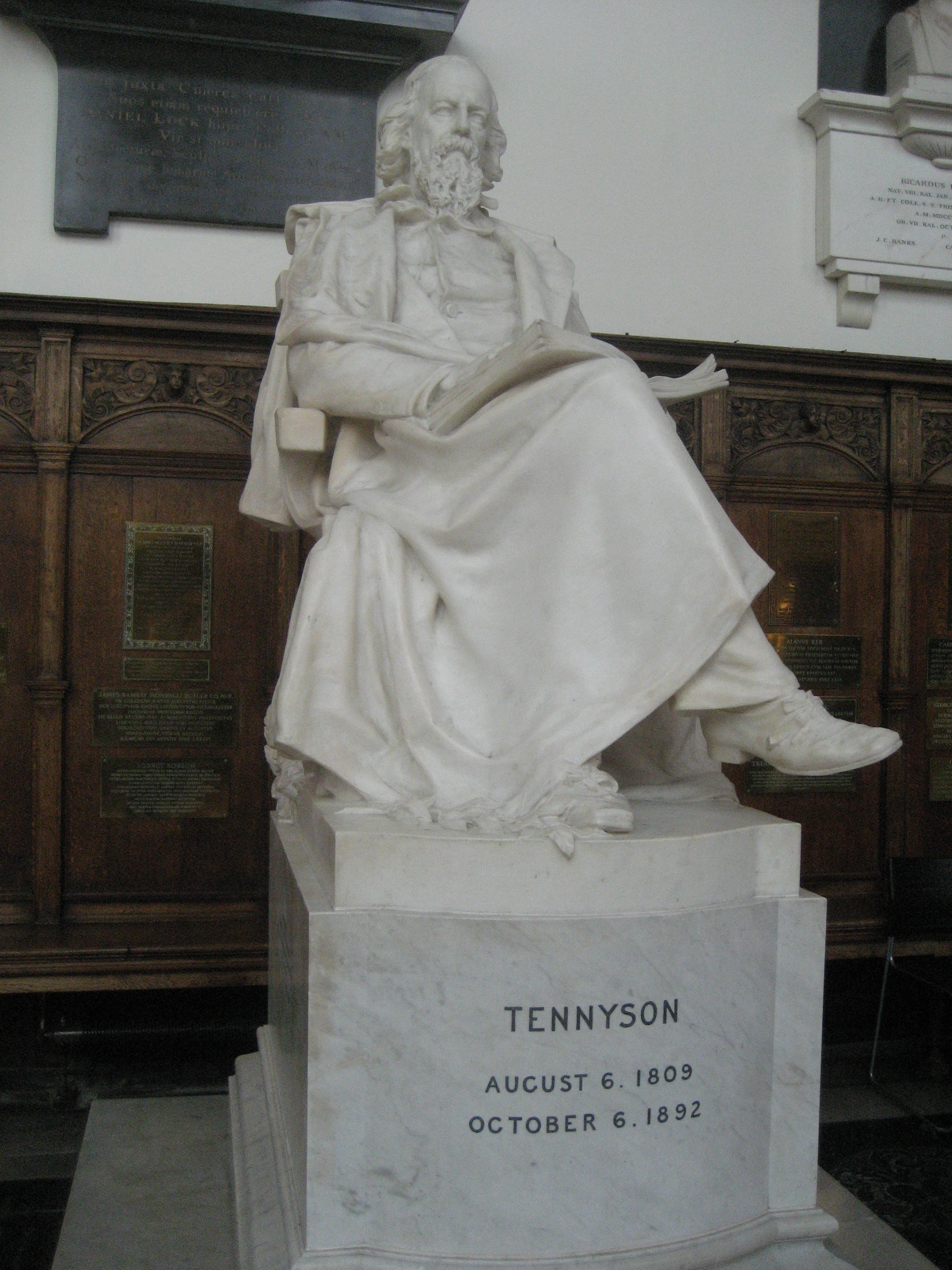
Alfred Tennyson.
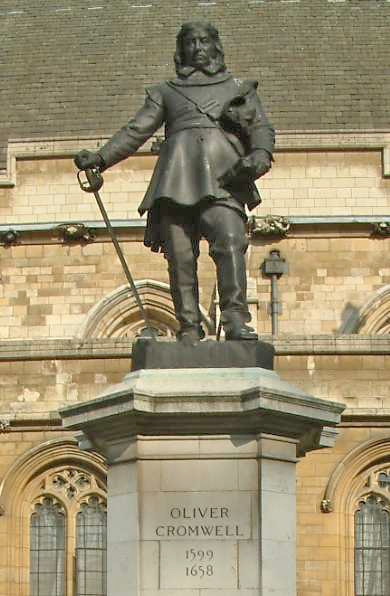
Statue d'Oliver Cromwell.
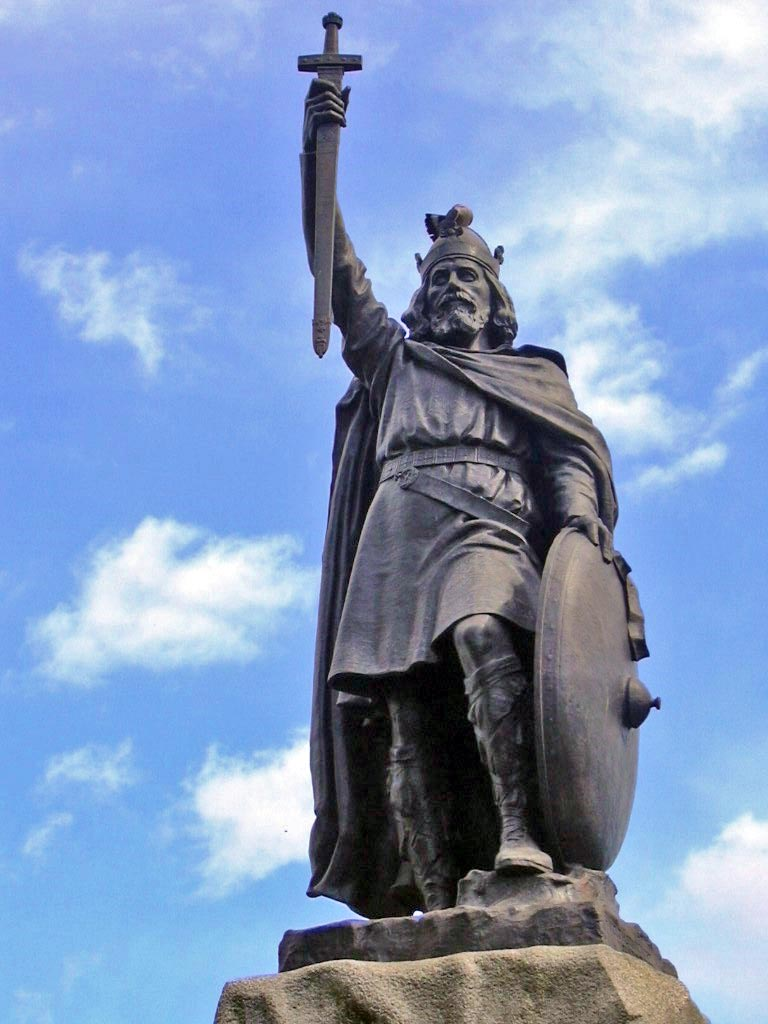
Alfred le Grand.
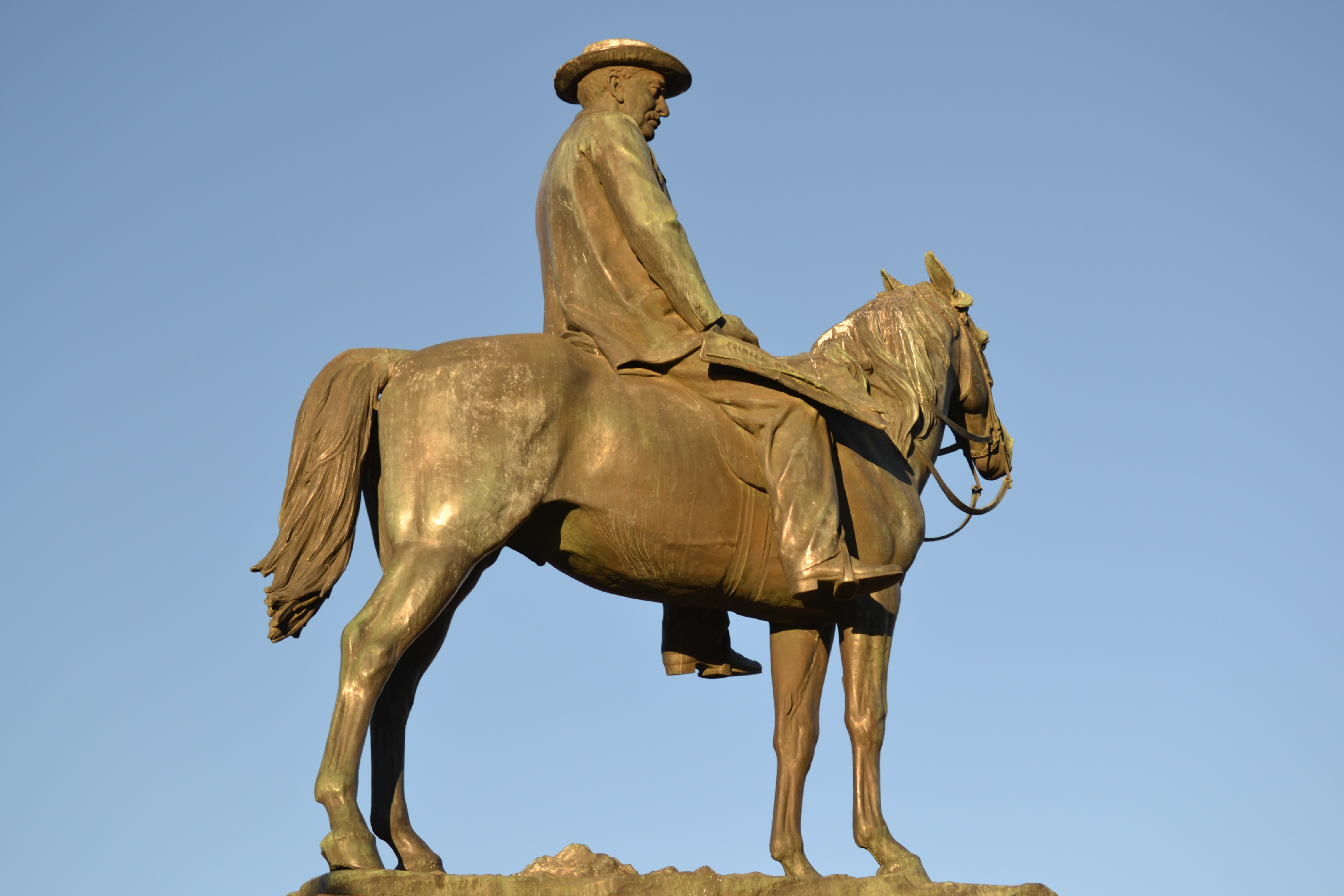
Statue de Cecil Rhodes (Kimberley)
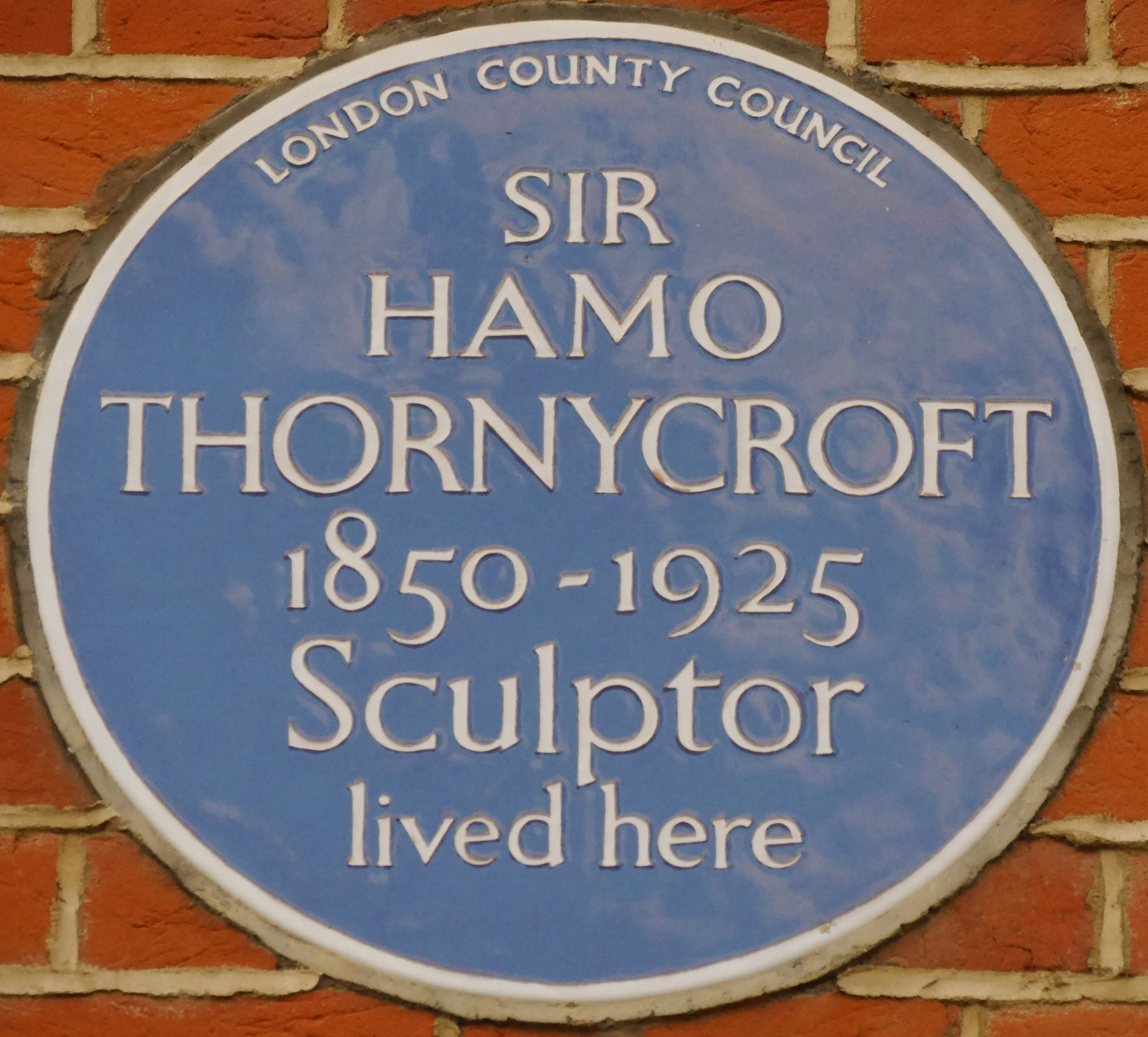